# موسيقى ماليزيا

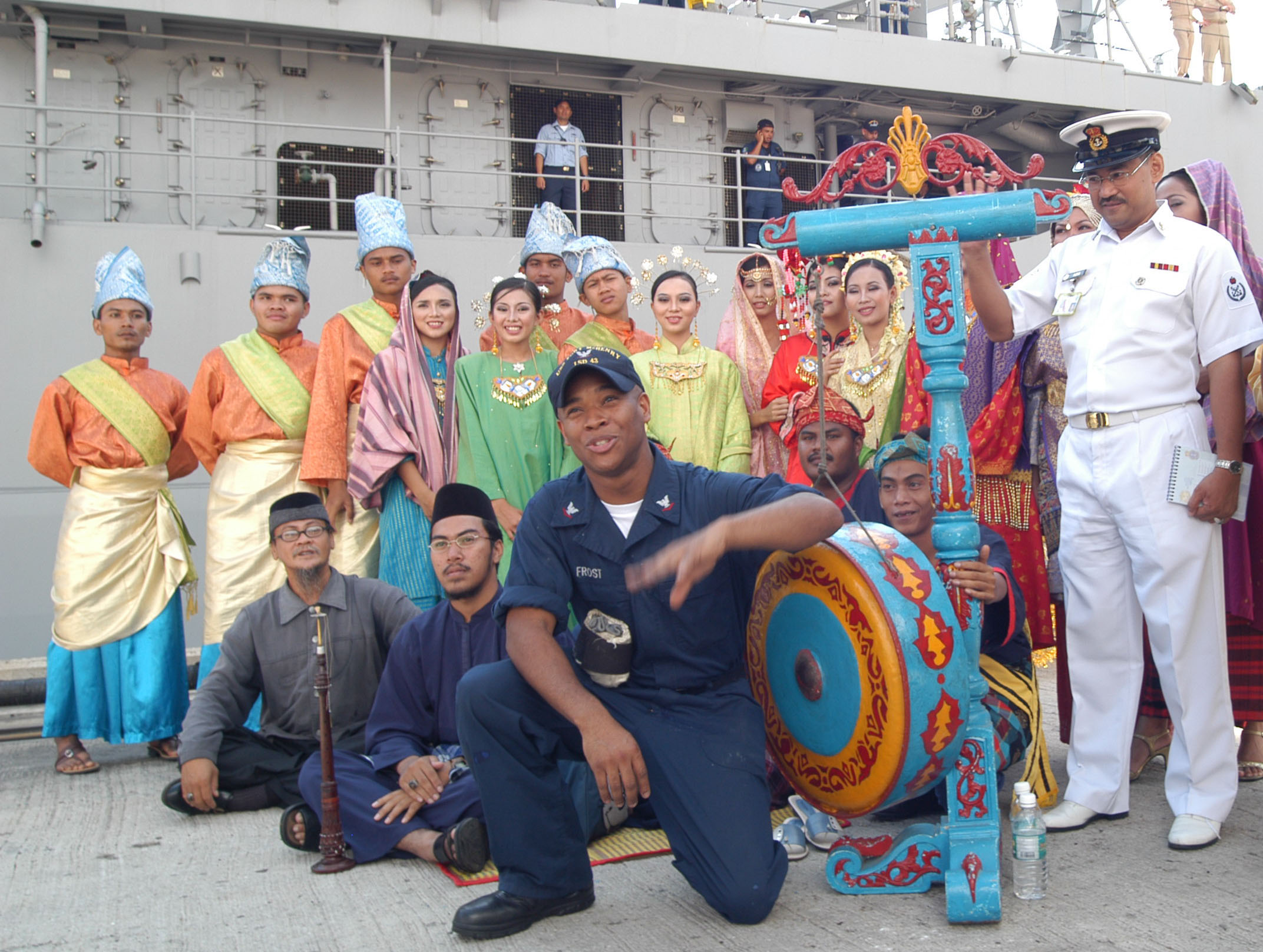
أمين مخزن متحمس من الدرجة الثالثة كورنيليوس فروست من سفينة إنزال البحرية الأمريكية

موسيقى ماليزيا هو المصطلح العام للموسيقى التي تم إنشاؤها في أنواع مختلفة في ماليزيا. تعكس مجموعة كبيرة ومتنوعة من الأنواع الموسيقية في ماليزيا المجموعات الثقافية المحددة داخل المجتمع الماليزي متعدد الأعراق: الملايو والصينية والهندية والداياك وكادازان دوسون وباجاو وأورانغ أسلي وميلاناو وكريستانج وغيرها.
بشكل عام، يمكن تصنيف موسيقى ماليزيا على أنها موسيقى كلاسيكية أو فولك أو توفقية (أو موسيقى مثقفة) وموسيقى فنية شعبية ومعاصرة. ظهرت الموسيقى الكلاسيكية والفلكلورية خلال فترة ما قبل الاستعمار وهي موجودة في شكل موسيقى غنائية ورقص ومسرحية مثل نوبات وماك يونغ وماك إنانغ وديكير بارات وأليك مايانغ ومينورا. تطورت الموسيقى التوفيقية خلال فترة ما بعد البرتغالية (القرن السادس عشر) وتحتوي على عناصر من الموسيقى المحلية وعناصر أجنبية من المصادر الموسيقية والمسرحية العربية والفارسية والهندية والصينية والغربية.